# 第二次世界大戰中的愛沙尼亞
愛沙尼亞在第二次世界大戰命運的背景是基於1939年，蘇聯與德國之間簽訂的互不侵犯條約當中，秘密附加的規定。

## 背景
在第二次世界大戰爆發前幾年，愛沙尼亞、拉脫維亞、立陶宛宣布他們將在歐洲再次爆發戰爭時保持中立，然而當蘇德簽訂互不侵犯條約之後，愛沙尼亞就籠罩在蘇聯的影響與壓迫之下，接著蘇聯於1940年，併吞了愛沙尼亞。接著蘇聯就在愛沙尼亞境內發動大規模的逮捕、流放、處決。1941年，德國發動巴巴羅薩行動，進攻蘇聯。在進攻的德軍攻到愛沙尼亞以前，追求愛沙尼亞獨立的森林兄弟就從蘇聯內務人民委員部以及蘇聯第8軍團手中奪回了愛沙尼亞南部。同時，蘇聯的準軍事部隊，破壞營，基於約瑟夫·史達林所下令實施的焦土政策，在愛沙尼亞境內展開了破壞行動，包含搶走一切能帶走的物品、屠殺持不同政見者、帶不走的物品便加以焚毀。最後，愛沙尼亞全境被德軍佔領，全境被併入納粹德國新設的殖民地：奧斯蘭總督轄區。

## 二戰其間
1941年，愛沙尼亞人分別被蘇聯紅軍和德意志國防軍動員，從而加入他們的軍隊。其他人則避開這些動員，他們分別加入芬兰200步兵团、英國商隊海軍、英國皇家空軍以及美國陸軍，抗擊納粹德國海軍在大西洋的進攻。

## 二戰結束
1944年2月~9月，德國北方集團軍麾下的納爾瓦分隊成功擋住蘇軍在愛沙尼亞的行動。但之後蘇軍瓦解駐愛沙尼亞德軍以及愛沙尼亞獨立軍的反抗，1944年9月，蘇聯重新佔領愛沙尼亞。戰後，儘管大西洋憲章規定蘇聯與愛沙尼亞之間不應有領土的變動，但愛沙尼亞仍被改名為愛沙尼亞蘇維埃社會主義共和國，並重新被併入蘇聯，直到1991年。

## 影響
1939年爱沙尼亚人口达113万，1945年战后人口为90万。超过10万爱沙尼亚人被苏德两国分别征召入伍，其中加入苏联红军的约55000人，加入德军的约72000人，这些数字可能有重叠，被俘后重新加入另一方的人员会被叠加。 
第二次世界大戰令愛沙尼亞損失了25%的人口，這比率是歐洲最高的。愛沙尼亞約有81,000人死於戰爭、德國佔領期間的流放、屠殺以及蘇聯在1941年的流放、屠殺。爱沙尼亚境内原本的少数民族悉数无存：
- 12000名德裔爱沙尼亚人于1939-1941年迁往德国
- 瑞典裔于1944年被瑞典接收；
- 1944年底，俄裔爱沙尼亚连人带地（普乔雷、纳尔瓦河对岸）归附俄罗斯。
- 犹太人和吉普赛人被押往爱沙尼亚境内的22个集中营全部被纳粹屠杀。